# NGC 2359
NGC 2359 es una nebulosa de emisión en la constelación de Canis Major situada a algo más de 8 grados de Sirio (α Canis Majoris). Su inusual forma, semejante al casco de un guerrero vikingo, ha llevado a que sea conocida también como nebulosa del Casco de Thor. Puede ser observada, en cielos oscuros, con telescopios pequeños a 47x con la ayuda de filtros del tipo Oxígeno III.
La estrella que se encuentra en el interior de la burbuja, denominada WR 7 (HD 56925), posee magnitud aparente 11,5. Es una estrella de Wolf-Rayet y es la fuente que ilumina esta nebulosa de Wolf-Rayet. La nebulosidad es el resultado de la interacción entre el viento estelar procedente de la caliente estrella y la materia interestelar. El viento comprime la materia interestelar produciéndose una burbuja de gas en torno a la estrella. La masa de la burbuja se estima en unas 20 masas solares. Aunque de naturaleza similar a la nebulosa Burbuja (NGC 7635), la interacción con una nube molecular vecina parece haber contribuido a moldear la compleja forma de la nebulosa.